# S/S Vega
S/S Vega var en tremastad bark med en 70 hästkrafters ångmaskin som hjälpmaskin, byggd i Bremerhaven 1872.
Fartyget användes vid Adolf Erik Nordenskiölds forskningsresa 1878–1880 genom Nordostpassagen från Atlanten längs Sibiriens norra kust till Berings hav, en expedition som är känd under namnet Vegaexpeditionen. Hon avgick från Karlskrona den 22 juni 1878 och anlände till Stockholm den 24 april 1880. Befälhavare på Vega under denna expedition var sjöofficeren löjtnant Louis Palander. Vega såldes efter expeditionen till det skotska rederiet Ferguson och förliste 1903 i Melvillebukten på nordvästra Grönland. Än i dag (maj 2004) ligger vraket kvar någonstans på havsbotten utanför Grönland.
Till minne av Vegaexpeditionen instiftades 1880 Vegamedaljen som av Svenska Sällskapet för Antropologi och Geografi utdelas till dem som "på ett utmärkt sätt främjat den geografiska forskningen". Flera framstående forskningsresande har fått den, inklusive Amundsen, Henry Stanley, Nansen, Shackleton med flera.
Kvar av Vega finns i dag en ångslup, som Nordenskiöld själv tog hand om och använde i skärgården under många år. Den finns bevarad i Sjöhistoriska museets samlingar i Båtmagasinet på Rindö utanför Vaxholm.

## Bildgalleri

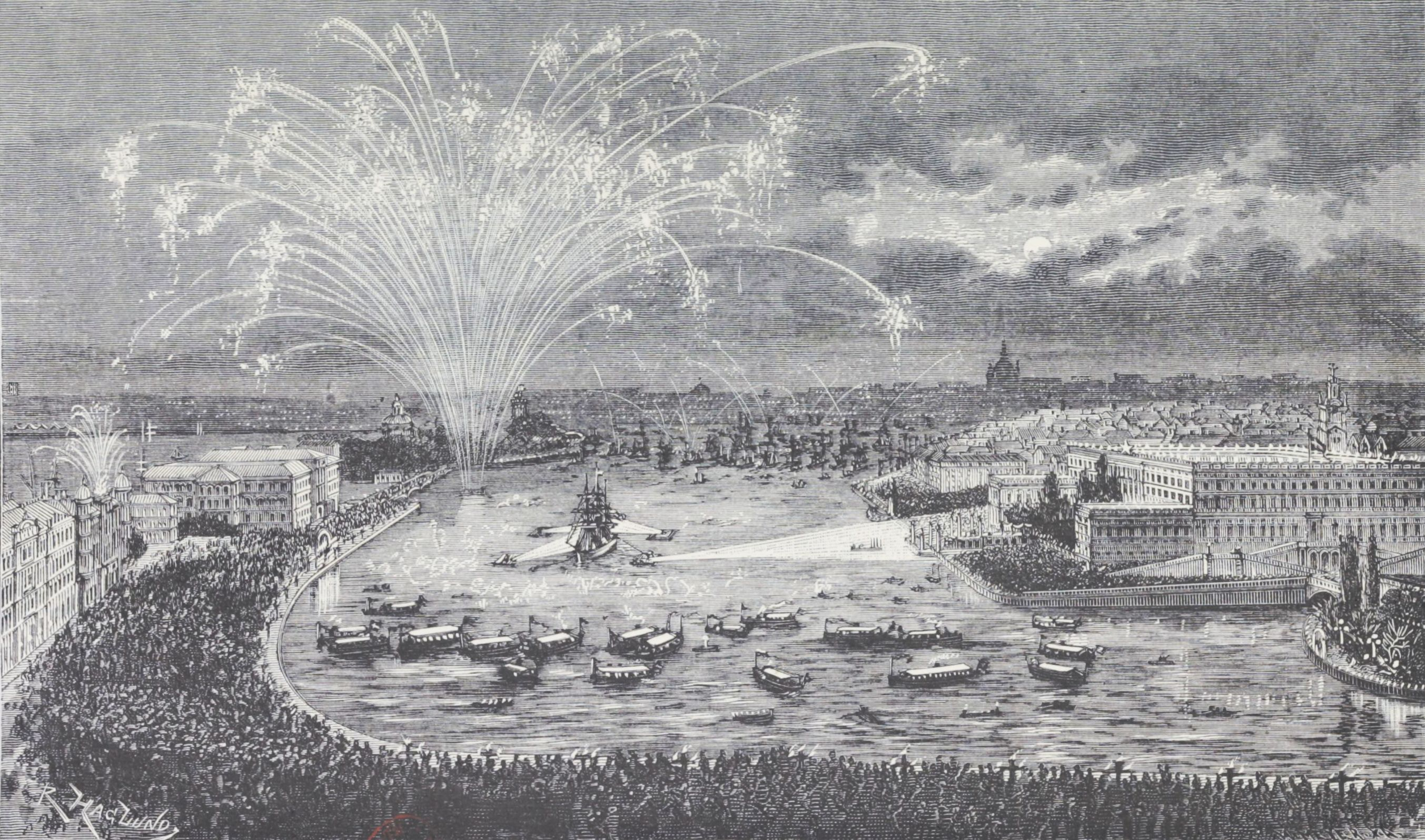
Vegas mottagande i Stockholm den 24 april 1880.
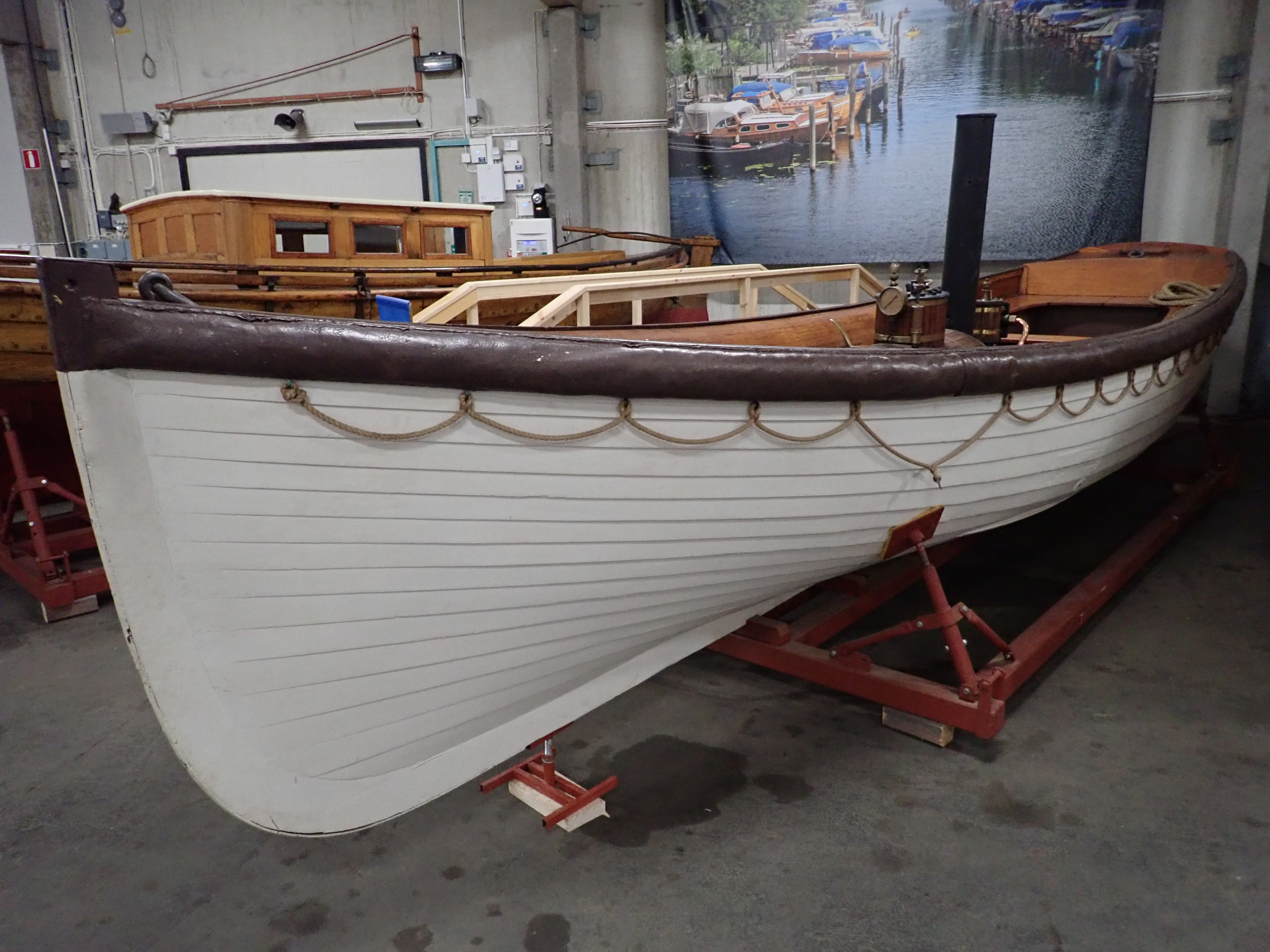
Ångslupen på Vega tillverkades 1872 av J. Samuel White & Company. Den är 8,35 meter lång och 2,13 meter bred och förvaras i Båtmagasinet på Rindö.
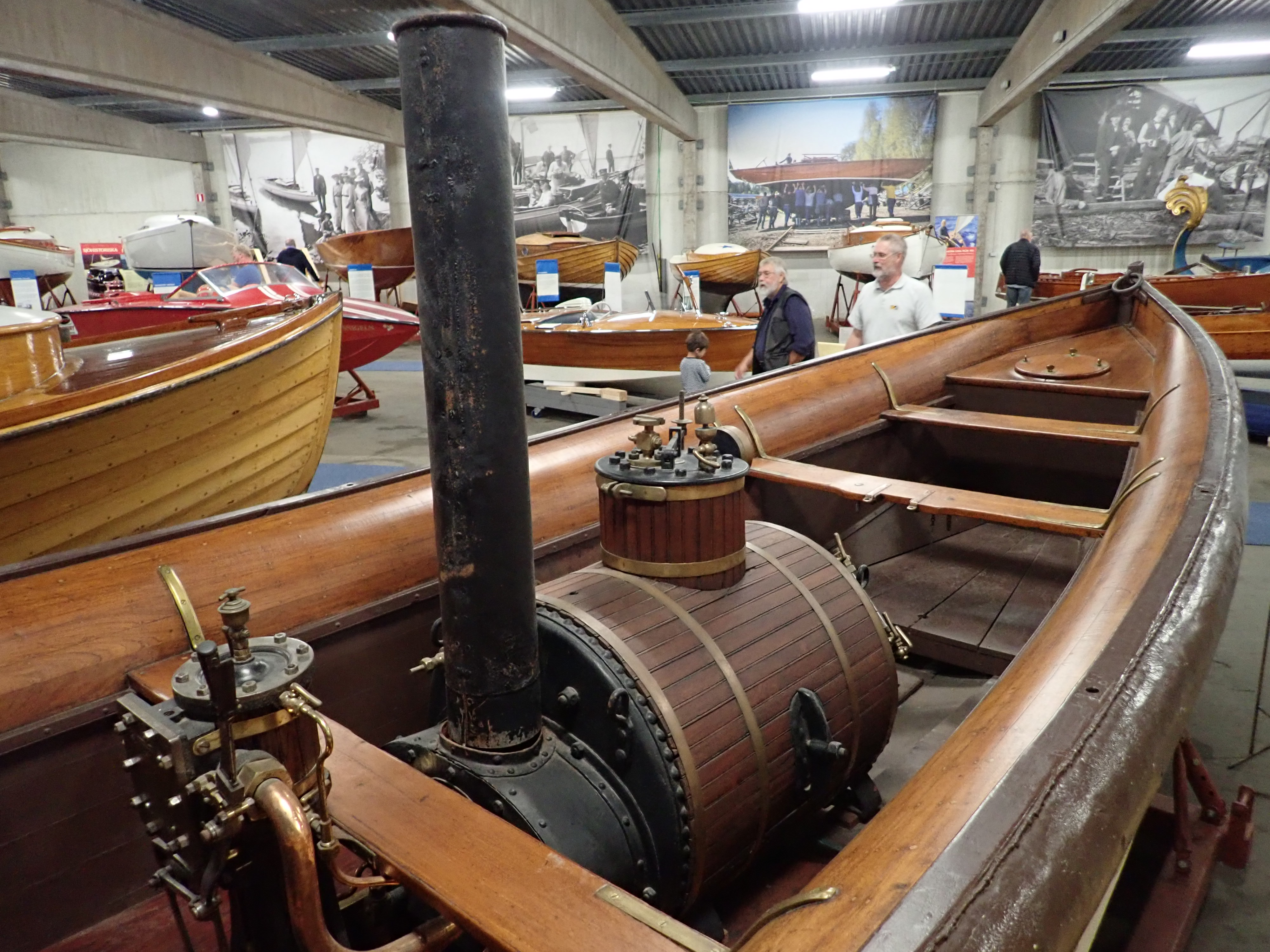
Maskinen på Vegas ångslup.
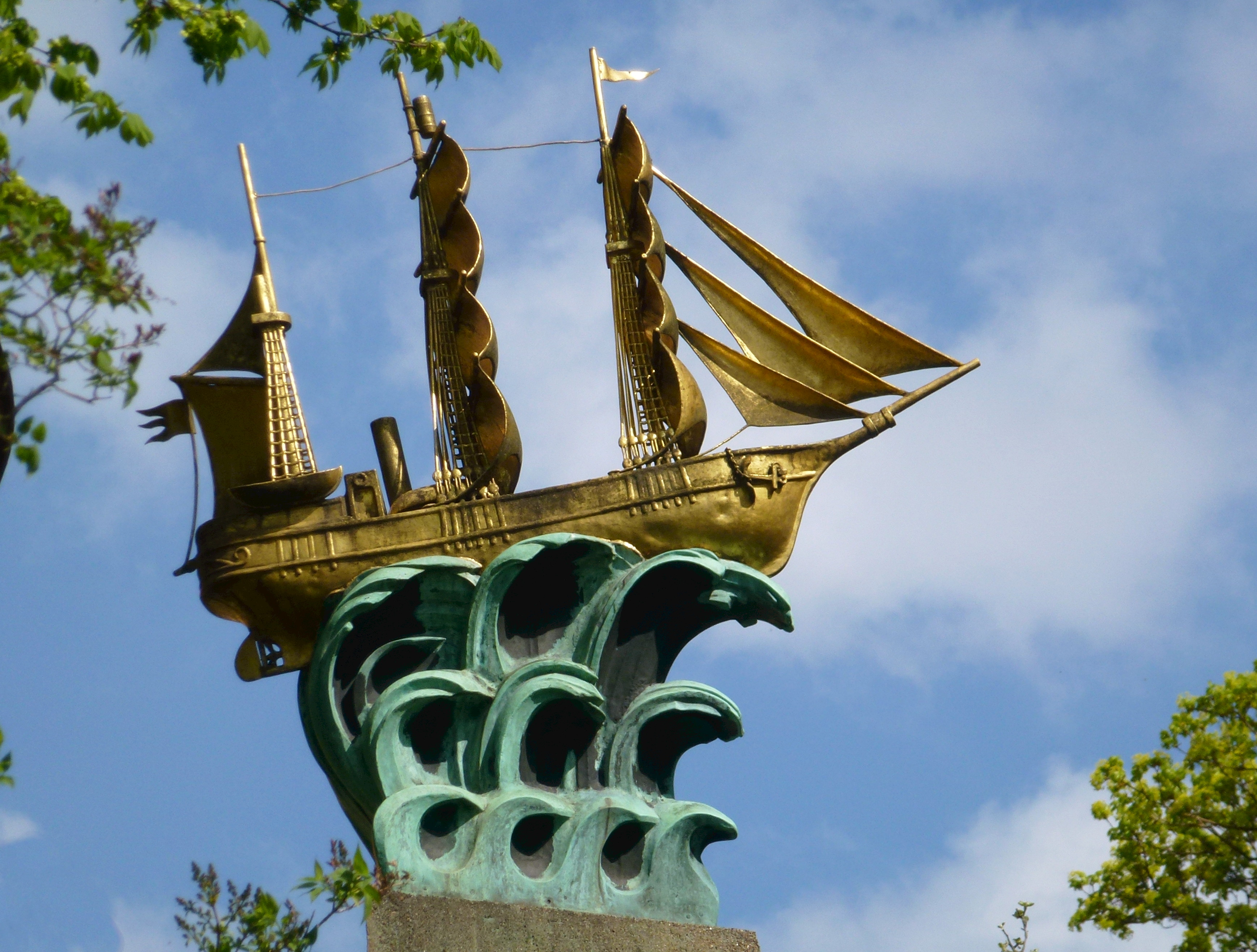
Vegamonumentet formgivet av Ivar Johnson vid Stockholms gamla observatorium.